# كريستيان هورنر
كريستيان هورنر (بالإنجليزية: Christian Horner) (و. 1973  م) هو سائق سباق بريطاني، ولد في ليمينجتون سبا.

## التعليم
تعلم في Warwick School ‏.

## جوائز
حصل على جوائز منها:
- نيشان الامبراطورية البريطانية من رتبة ضابط.